# Zittend naakt (1917)
Zittend naakt (Italiaans: Nudo seduto) is een werk van de Italiaanse kunstschilder Amedeo Modiglani (Livorno 1884 - Parijs 1920). Het doek bevindt zich sinds 1927 in het Koninklijk Museum voor Schone Kunsten Antwerpen.

## Context
Amedeo Modigliani werd in 1884 te Livorno geboren, waar hij zijn opleiding startte in het atelier van Guglielmo Micheli. Hij studeerde zowel in Firenze (Scuola libera di Nudo) als Venetië (Reale Istituto di Belle Arti). In 1906-1907 vestigde hij zich in Parijs, waar hij studeerde aan de Académie Colarossi. Hij interesseerde zich sterk voor de kunstgeschiedenis. Vooral de naakten van Titiaan, Giorgione, Francisco José de Goya y Lucientes, Jean Auguste Dominique Ingres en Edouard Manet boeiden hem.
Modigliani kan tot de École de Paris gerekend worden. Dat was een groep vreemde schilders, waartoe ook Marc Chagall, Chaïm Soutine, Moïse Kisling en Jules Pascin behoren. Zij vestigden zich allen na de Eerste Wereldoorlog te Parijs. Modigliani zelf woonde eerst te Montmartre, waar hij omging met de avant-gardistische kunstenaars van het ateliercomplex Le Bateau-Lavoir, later te Montparnasse.
Hij werkte in dezelfde periode als Pablo Picasso, Fernand Léger en Georges Braque, maar toch heeft Modigliani’s kunst niets gemeen met die van zijn tijdgenoten. Hij was net zoals Chagall een outsider die zijn kunst niet beïnvloed zag worden door het expressionisme, cubisme of fauvisme. Modigliani’s kunst was lineair. Coloriet is daarin slechts bijzaak. Dat wil niet zeggen dat hij er totaal geen belang aan hechtte. Hij gebruikte steeds de juiste toon en de kleur heeft zeker decoratieve kwaliteiten. Toch is het vooral de lijn waar het in Modigliani’s kunst om draait. Ze staat op zichzelf en slaagt erin de vormen een plastisch volume te geven.
In Montmartre ontmoette Modigliani kunsthandelaar Leopold Zborowski, voor wie hij in 1917 bijna onafgebroken naakten begon te schilderen. Hij schilderde ze zonder literaire, mythologische of allegorische context, volledig in tegen de klassieke academische opvattingen. Voordien schilderde hij vooral portretten van familie en vrienden. Voor de naaktportretten beriep hij zich op zijn vriendinnen. Zborowski richtte een atelier op in zijn appartement, zorgde voor alle benodigdheden en de modellen. Hij engageerde zich als verkoper van de werken en betaalde deze afhankelijk van zijn prestaties 15 tot 20 Franse franken per dag. Zborowski wilde de werken verkopen en voor de meeste vond hij kopers. Sommige naakten lijken zelfs op bestelling te zijn gemaakt. Zittend naakt behoorde echter tot Zborowski’s eigen verzameling. Het is onduidelijk van wie het initiatief tot samenwerking kwam. Wilde Zborowski misschien een inkomen voorzien voor Modigliani?
Het menselijke lichaam vormt het centrale onderwerp van Modigliani’s oeuvre. Hij ging dan ook steeds op zoek naar de ‘ideale vrouw’, in de vorm van het perfecte naakt. Zij moest als een 'pilier de la tendresse' de 'temple de la beauté' ondersteunen. Hij liet zich in zijn ideologie van het naakt vaak inspireren door symbolistische teksten (Baudelaire, La Beauté). Zijn moeder, Eugenia Garsin, een ver familielid van Spinoza, had hem in de symbolische literatuur ingewijd.
Hij voerde talloze vorm- en kleurexperimenten op zijn figuren uit, die steeds primeerden op de psychologische diepgang. Voor zijn experimenten baseerde hij zich voornamelijk op de Afrikaanse plastiek en de Italiaanse kunst van het trecento van onder andere Simone Martini. Rond 1900 was de interesse in etnische kunst groot. Ook Modigliani’s Roemeense vriend Constantin Brâncuși's werk werd erdoor beïnvloed.
Steeds terugkerende elementen in Modigiliani’s werk zijn sierlijke lijnen; gestileerde, ovale gezichten; lange, elegante halzen en ogen, allen gereduceerd tot contouren. De aandacht voor precieze contouren komt niet uit het niets. Ze was reeds aanwezig in werken van Henri de Toulouse-Lautrec en Pablo Picasso in diens blauwe periode.
De enige eenmanstentoonstelling die Modigliani tijdens zijn leven gaf vond plaats in galerie Berthe Weill te Parijs. Dankzij Zborowski mocht Modigliani er meer dan dertig werken tonen in 1917. De politie viel binnen en sloot de tentoonstelling vroegtijdig. De kunstenaar had er namelijk een groot deel van zijn naakten opgehangen. Mede omdat er soms schaamhaar te zien was, vond men de naakten te obsceen. Het werd een “succès de scandale”.
Modigliani portretteerde bekende vrienden in Parijs: Constantin Brancusi, Diego Rivera (de echtgenoot van Frida Kahlo), Jacques en Bertha Lipchitz, Juan Gris, Pablo Picasso, André Derain, Jean Cocteau, Paul Guillaume en Max Jacob.
Mogelijk stond de interessantste figuur echter achter de ezel in plaats van ervoor. Modigliani was een homme fatal met aristocratische flair. Hij ging gekleed als een dandy in fluwelen pak en zwarte cape, die hij opsmukte met een rode zijden sjaal. Picasso zei eens over hem dat hij de enige Parijse kunstenaar was die wist hoe hij zich moest kleden. Ook zijn levensstijl zelf was excentriek. De kunstenaar was verslaafd aan drank, opium en hasjiesj. De vrouwen boeiden hem niet enkel minder. Ze lagen aan zijn voeten en betaalden hem om met hem te kunnen slapen. Wanneer zijn geliefden poseerden, resulteerde dat in zijn meest intieme portretten. Er zijn er bewaard van Jeanne Hébuterne en Béatrice Hastings, die zijn intellectuele meerdere was. De relatie met de jongere Jeanne Hébuterne, die hij in 1917 op de Académie Colarossi ontmoette, was van een andere aard. Zij was de moeder van zijn dochter en hoogzwanger van een tweede kind toen ze de dag na Modigliani’s dood zelfmoord pleegde door uit een raam te springen. Er wordt gezegd dat Modigliani haar aangezet zou hebben zelfmoord te plegen opdat hij zijn muze eeuwig bij zich kon houden. De dood van Modigliani was trouwens al even boheems als hoe hij zijn leven had geleid. Hij stierf op zijn vijfendertigste aan een combinatie van tbc, overmatig druggebruik en alcoholisme.

## Beschrijving
Het Zittend naakt kijkt weg en bedekt haar schaamstreek met een lendendoek. Kenmerkend voor de kunstenaar is het beperkte kleurenpalet. Door de abrikozen vleeskleur tegenover het roodbruine en blauwe vlak te plaatsen, creëert Modigliani een uitgepuurd coloriet. Op de lineaire geometrische vormen ligt geen sterk accent. Modigliani schilderde het tapijt en de achtergrond in warme koperkleuren en vulde de vlakken op met grote vlekken. Daartegen steekt het naakte model af. Terwijl het gelaat van het model duidelijk lineair is, met haar gestileerde ovale gezichtsvorm, elegante hals en amandelvormige ogen, is haar lichaam eerder voluptueus.
De naakten van de kunstenaar zijn op te delen in twee categorieën. Terwijl Modigliani’s liggende naakten de toeschouwer bijna hitsig proberen te verleiden, lijken de zittende en staande naakten eerder gereserveerd of zelfs naïef. Net zoals dit Zittend naakt zijn ze jong, onopvallend, enigszins fragiel. Ze zijn geïnspireerd op de tekeningen en gouaches van kariatiden die de kunstenaar in de periode 1912-1914 maakte. De zittende of staande naakten zitten meestal ontspannen op een bed. Hun handen gebruiken ze om op te steunen of hun lichaam mee te bedekken.
Het Zittend naakt heeft een bedeesde, melancholische blik. Het is niet duidelijk of ze gereserveerd of verveeld is. Historici opperden eerder reeds dat de oppervlakkige belangstelling die Modigliani voor de door Zborowski gehuurde modellen toonde misschien wel eens wederzijds kon zijn. Toch verandert het niets aan het feit dat kunstwetenschappers haar beschrijven als een van Modigliani’s mooiste werken. Ze zweeft tussen poëzie en wellust. Ze toont zich volledig naakt, maar deinst tegelijk terug. Ze is tegelijk introvert en expressief. Het werk is niet schreeuwerig, eerder dan dat toont het een vergeestelijkte kwetsbaarheid.

## Materiële kenmerken

### Afmetingen
- 114,5 × 71,5 cm (Dagmaat)
- 116 × 73 × 2,3 cm (Volledig)
- 128 × 85 × 6,8 cm, 9,4 kg (Inclusief lijst)

### Inscripties
- Rechtsboven: MODIGLIANI